# Cappelle-en-Pévèle
Cappelle-en-Pévèle é uma comuna francesa na região administrativa de Altos da França, no departamento do Norte. Estende-se por uma área de 8.11 km². Em 2010 a comuna tinha 2 260 habitantes (densidade: 278,7 hab./km²).